# پاول ناترپ
پاول ناترپ (انگلیسی: Paul Natorp؛ ۲۴ ژانویهٔ ۱۸۵۴ – ۱۷ اوت ۱۹۲۴) یک فیلسوف اهل آلمان بود.